# Juchtleerkever
De juchtleerkever (Osmoderma eremita) is een keversoort uit de familie van de bladsprietkevers (Scarabeidae). De wetenschappelijke naam van de soort werd gepubliceerd door Giovanni Antonio Scopoli in 1763. Hij vond de kever in de holle stam van een perenboom (Pyrus communis).
De juchtleerkever is donkerbruin tot zwart glanzend en kan tot 4 cm lang worden. 
De soort komt van nature voor in Europa (Britse eilanden uitgezonderd), maar haar totale verspreidingsgebied is beperkt en sterk gefragmenteerd. Ze gedijt in een erg specifiek habitattype, namelijk enkel in oude, holle levende bomen met grote holtes die veel vermolmd hout bevatten, waarmee de larven zich voeden. Ze kan in vele soorten bomen leven, hoofdzakelijk loofbomen en slechts zelden naaldbomen. Eiken zijn de belangrijkste soorten.
Voor de juchtleerkever geschikte bomen staan verspreid en vaak geïsoleerd over het landschap, zodat het totale verspreidingsgebied van de soort niet veel groter dan 2000 km2 wordt geschat, en dit wordt verder bedreigd wanneer oude bomen volledig afsterven of gekapt worden en er geen geschikte vervangers in de buurt zijn. Daarom wordt de soort beschermd op Europees niveau: Osmoderma eremita is in de Europese habitatrichtlijn aangeduid als een prioritaire soort, waarvoor speciale beschermingszones nodig zijn om ze in stand te houden. Ze staat op de Rode Lijst van de IUCN als "gevoelig" (near threatened) aangeduid. Het is nodig om "netwerken" van bomen te vormen om de populatie in stand te houden en de effecten van fragmentatie en isolatie te vermijden.